# Серп и молот (игра)
«Серп и молот» (англ. Hammer & Sickle) — компьютерная игра, продолжение линейки пошаговых игр с элементами ролевой игры «Операция Silent Storm» и «Операция Silent Storm: Часовые».
«Серп и молот» разрабатывалась командой Novik&Co при поддержке Nival Interactive. Релиз игры состоялся 29 апреля 2005 года (издатель — компания 1С), на западе игра вышла 5 декабря 2005 года (издатель — cdv Software Entertainment).

## Игровой процесс
«Серп и молот» является ролевой игрой с тактическими элементами и пошаговой боевой системой. Игра разворачивается во вселенной Silent Storm, однако игроку не предоставляется возможности играть за персонажей оригинальных игр. Из игры были убраны футуристические виды вооружения, в частности, панцеркляйны из Silent Storm.
Перед началом прохождения игрок выбирает класс персонажа — снайпер, разведчик, солдат, гренадер, инженер или медик; остальные персонажи присоединятся к команде по мере прохождения игры. При повышении уровня игрок разблокирует одно умение на выбор; дерево умений уникально для каждого класса. Характеристики персонажа — сила, интеллект и ловкость — увеличиваются автоматически. Сила влияет на урон, дальность броска гранат и грузоподъёмность; интеллект — на дальность обзора и диалоги; ловкость — на меткость и количество очков действия, получаемых каждый ход в бою.
Очки тратятся на любое действие — перемещение, стрельба, перезарядка, переворужение и так далее. Если игрок оставит часть очков неизрасходованными, то персонаж сможет произвести перехват и осуществить действие во время хода соперника — например, выстрелить по выбежавшему солдату. К началу следующего хода неизрасходованные очки пропадут. Помимо ловкости, на количество очков действий влияет переносимый персонажем вес: чем тяжелее его инвентарь, тем меньше очков он получает.
В игре была реализована динамическая смена дня и ночи, что влияет на игровой процесс: так, персонажи могут переходить в режим скрытности только в темноте — ночью и вдали от источников освещения. При этом игрок может приказать персонажам стрелять по лампам, чтобы уменьшить освещённость локации. Важную роль в игровом процессе играет одежда солдат: так, в городских операциях военная форма вызывает подозрение у местных, а при операциях в лесу, напротив, гражданская форма мешает маскировке. Некоторые костюмы позволяют проходить в определённые локации без боя.
Вне боевой системы перемещение осуществляется в реальном времени. Игра имеет нелинейную структуру, в ней нет чёткого порядка миссий. Многие миссии можно пройти разными способами, в том числе без применения оружия. Игра отслеживает репутацию группы: так, если убивать много неигровых персонажей, за группой игрока начнут охотиться.

## Сюжет
В 1949 году противоречия между военными блоками СССР и НАТО привели к очередной гонке вооружений. Над Европой нависла угроза новой войны с возможным применением ядерного оружия. Особенно явственно она проявлялась в Германии, разделённой на оккупационные зоны бывшими союзниками.
Главный герой — капитан советской разведки. Он получает задание от своего бывшего боевого товарища, подполковника Михалёва, начальника одного из разведорганов Группы советских оккупационных войск в Германии. Согласно заданию ему необходимо перебраться через границу американской оккупационной зоны Германии для встречи с Вацлавом, поляком, с которым главный герой познакомился во время Второй мировой войны в Кракове, для сотрудничества или его устранения в случае подозрений. Однако, прибыв на место явки, главный герой обнаруживает, что Вацлав расстрелян боевиками «Часовых», и ему приходится вступить в бой с убийцами и подошедшим к ним подкреплением. После связи с радиоцентром в советской оккупационной зоне, ввиду террористического акта в радиоцентре, главному герою поставлена задача — установить возможных организаторов теракта, находящихся на территории американской и британской оккупационных зон.
В зависимости от действий игрока, в игре предусмотрено три концовки.
- «Хорошая»: мир так и не узнал, что в мае 1949 года мир был близок к ядерному армагеддону. В США проходит череда самоубийств членов Конгресса и высших военных чинов США. 23 сентября 1949 года подписывается советско-американский договор, согласно которому обе державы обязались сократить своё военное присутствие в Германии, что деэскалировало конфликт.
- «Нейтральная»: май 1949 года запомнился европейцам как «атомный май», когда чуть не началась новая Мировая война. Мир осознал, что идеологическая война СССР и США может привести к новой войне.Сталин и Трумэн, установили прямой контакт и пришли к договорённости, что впредь спорные ситуации между державами должны решаться дипломатическим путём. Началась Холодная война.
- «Плохая»: 3 мая 1949 года войска СССР и США начинают боевые действия друг против друга. Берлин полностью переходит под контроль советских войск, после чего президент США отдаёт приказ о ядерной бомбардировке советских городов. Война продолжилась 6 месяцев: 15 сентября 1949 года было заключено перемирие, а 11 ноября подписан мирный договор, фактически восстановивший довоенное положение. Война унесла жизнь четырёх миллионов человек.

## Разработка и выпуск
Игра разрабатывалась небольшой командой под руководством Александра «Novik» Москальца на движке Silent Storm. Изначально команда занималась созданием мода для Silent Storm, однако в дальнейшем авторы оригинальной игры и продюсерское отделение Nival одобрили разработку полноценной игры. Музыка для игры написана Андреем Федоренко, лидером московской группы Archontes.
Летом 2005 года было объявлено о продаже прав по распространению Hammer & Sickle за пределами России компании cdv Software Entertainment. Англоязычная версия игры вышла 5 декабря 2005 года.

## Восприятие
| Сводный рейтинг       | Сводный рейтинг |
| Агрегатор             | Оценка          |
| --------------------- | --------------- |
| GameRankings          | 56,83 %         |
| Metacritic            | 52 %            |
| Иноязычные издания    |                 |
| Издание               | Оценка          |
| Eurogamer             | 4/10            |
| GameSpot              | 3,6/10          |
| GameSpy               | 2/5             |
| Русскоязычные издания |                 |
| Издание               | Оценка          |
| Absolute Games        | 89 %            |
| «Игромания»           | 9/10            |
| «НИМ»                 | 8,7/10          |
| «Страна игр»          | 8/10            |
| «Шпиль!»              | 11+/12          |

Игра получила смешанные отзывы критиков; средний балл на агрегаторе Metacritic составляет 52 из 100 на основе 26 рецензий. Андрей «zombiek» Шевченко из Absolute Games дал игре 89 баллов из 100 возможных: «„Серп и молот“ на порядок лучше [Silent Storm и Silent Storm: Sentinels], и ролевая составляющая вплетена в неё очень грамотно». Скотт Осборн из GameSpy оценил игру в 2 звезды из 5, описав её как «сильная идея, слабая реализация».
Игру критиковали за чрезвычайно высокую сложность. Бретт Тодд из GameSpot заявил, что игра необычнайно сложна даже на лёгком уровне, и бои требуют постоянного использования метода проб и ошибок. Многие критики отмечали, что в игре часто непонятно, куда и зачем требуется идти. Также рецензенты критиковали игру за низкую продолжительность.
Сюжет получил смешанные отзывы. Так, Алексей «Chikitos» Ларичкин из «Страны игр» заявил, что в игре «интересный нелинейный сюжет», а Бретт Тодд, напротив, счёл, что история, несмотря на многообещающее вступление, наполнена клише и разочаровывает.
Саундтрек также получил смешанные отзывы. Бретт Тодд отметил неуместность многих композиций: «саундтрек как будто был целиком взят из другой игры, или, быть может, из нескольких разных игр». Андрей «zombiek» Шевченко из Absolute Games признал, что «музыкальное оформление понравится не всем», однако заявил, что ему понравились боевые темы и заглавная композиция.
Многие критики отмечали плохое техническое состояние игры. Скотт Осборн из GameSpy отмечал проблемы с алгоритмом поиска пути, Бретт Тодд пожаловался на долгие загрузки и плохие анимации, а Даррен Аллен из Eurogamer отметил большое количество багов. При этом Андрей «zombiek» Шевченко из Absolute Games счёл наличие ошибок естественным, отметив, что они, как правило, некритичные.
Английская локализация игры была подвергнута критике. Даррен Аллен отметил, что тексты написаны на плохом английском. Скотт Осборн заметил большое количество ошибок перевода и опечаток. Бретт Тодд счёл неуместными в озвучке ярко выраженные акценты, которые напомнили ему скетчи Монти Пайтона.